# NGC 6447
NGC 6447 (другие обозначения — UGC 10975, MCG 6-39-19, ZWG 199.19, KCPG 523B, IRAS17445+3535, PGC 60829) — галактика в созвездии Геркулес.
Этот объект входит в число перечисленных в оригинальной редакции «Нового общего каталога».